# Мэн (божество)

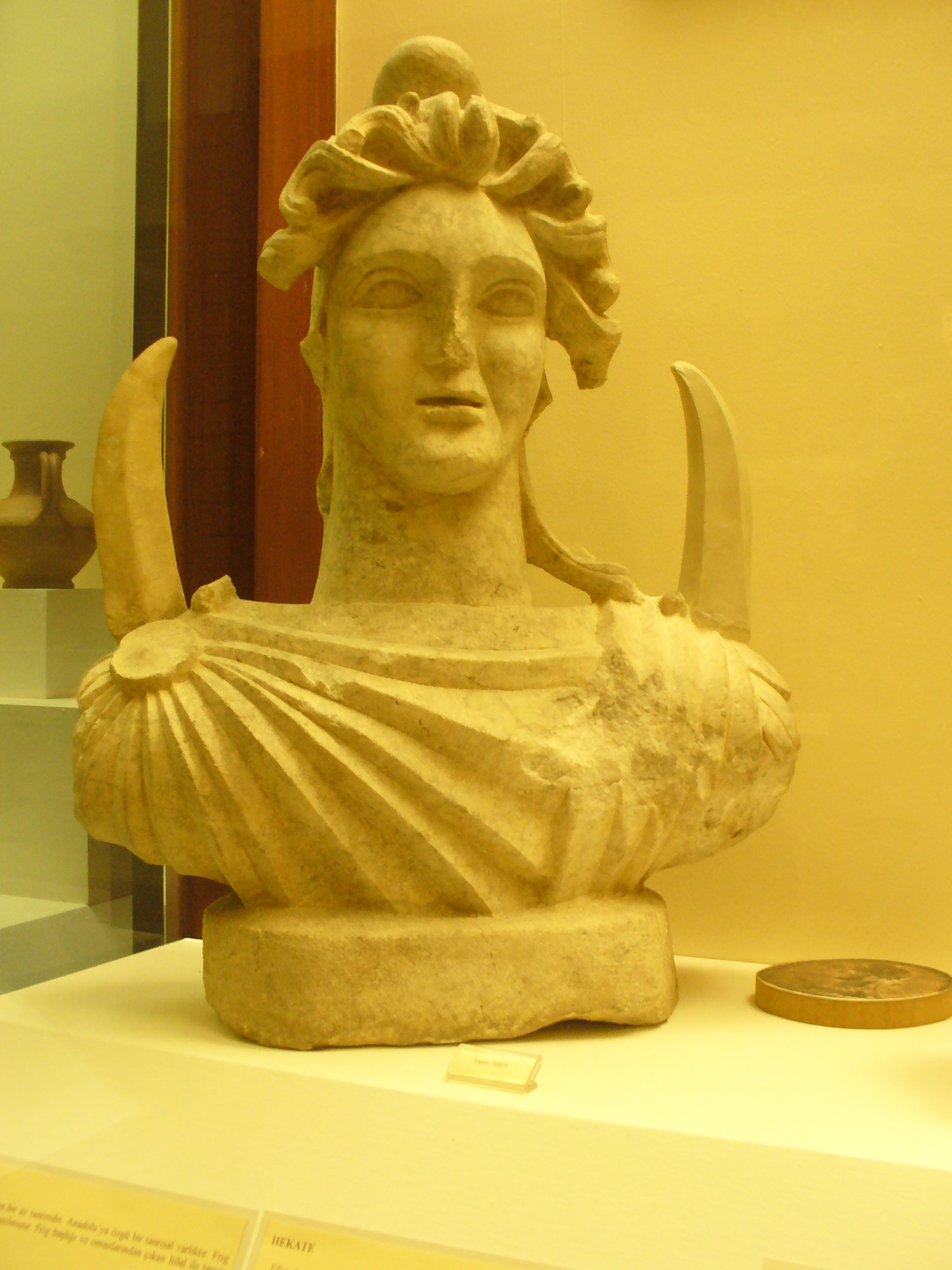
Бюст Мэн. (Музей анатолийских цивилизаций)

Мэн (греч. Μήν "месяц; Луна", предположительно под влиянием авестийского måŋha) – бог луны, которому поклонялись в западных частях Анатолии. В свидетельствах его имя можно обнаружить в различных вариантах, включая Mēn Askaenos в Антиохии Писидийской или Mēn Pharnakou в Понтийской Америи.
Мэн часто встречается вместе с элементами персидской культуры, особенно с богиней Анахитой. В его иконографии доминирует лунный символизм. Мэн часто изображается с рогами в форме полумесяца, берущими начало от плеч, и описывается как бог, правящий (лунными) месяцами. Страбон описывает Мэн как местное божество у фригийцев. Мэн мог находиться под влиянием зорастрийского божества Мах, однако то, что он мужского пола, по всей видимости, связано с месопотамским богом луны Сином.